# Virvée
Die Virvée ist ein kleiner Fluss in Frankreich, der im Département Gironde in der Region Nouvelle-Aquitaine verläuft. Sie entspringt im Hauptort der Gemeinde Marsas, entwässert generell Richtung Südsüdwest durch den Großraum nördlich von Bordeaux und mündet nach rund 17 Kilometern an der Gemeindegrenze von Cubzac-les-Ponts und Saint-Romain-la-Virvée als rechter Nebenfluss in die Dordogne. In ihrem Verlauf trifft sie auf wichtige Verkehrsverbindungen, wie die Bahnstrecke Chartres–Bordeaux, die Hochgeschwindigkeitsstrecke LGV Sud Europe Atlantique, die Nationalstraße 10 und die Autobahn A10.

## Orte am Fluss
(Reihenfolge in Fließrichtung)
- Marsas
- Gauriaguet
- Espessas, Gemeinde Val de Virvée
- Reden, Gemeinde Saint-André-de-Cubzac
- Rouzat, Gemeinde La Lande-de-Fronsac
- La Rousse, Gemeinde Saint-André-de-Cubzac
- La Tertre, Gemeinde Saint-Romain-la-Virvée
- Bonhomme, Gemeinde Saint-Romain-la-Virvée
- La Prèze, Gemeinde Cubzac-les-Ponts